# Frente Integralista Brasileira
 (septembre 2022).
Si vous disposez d'ouvrages ou d'articles de référence ou si vous connaissez des sites web de qualité traitant du thème abordé ici, merci de compléter l'article en donnant les références utiles à sa vérifiabilité et en les liant à la section « Notes et références ».
Le Frente Integralista Brasileira (Front intégraliste brésilien FIB) est un mouvement politique brésilien à caractère antilibéral, anticommuniste, traditionaliste et nationaliste. Il est apparu en 2004 lors premier congrès intégraliste pour le XXIe siècle, tenu dans la ville de São Paulo, mais a été officiellement fondé le 22 janvier 2005.
Ses principales bannières incluent l'opposition à la démocratie libérale, à la légalisation de l'avortement et aux partis politiques, mais en particulier une opposition radicale au Parti des travailleurs (PT), qui a été la cible de nombreux articles critiques sur le site Web de l'organisation. Beaucoup le considèrent comme une organisation fasciste, bien qu'ils nient ces accusations et prétendent le contraire.

## Origines
Après la mort de Plínio Salgado en 1975, de nouvelles associations intégristes ont vu le jour pour tenter de diffuser l'œuvre politique et littéraire du dirigeant intégraliste, telle que le Centre culturel Plínio Salgado à São Gonçalo (Rio de Janeiro).
Au cours des années 1980, dans le contexte de la nouvelle démocratisation du pays, de nouveaux vétérans de la première, de la deuxième et de la troisième génération d'intégralistes ont tenté de refonder L'Action intégraliste brésilienne (IBA). Cette tentative a abouti à la fondation du Parti d'Action Intégraliste (PAI). Cependant, en raison de désaccords internes, la légende n'a pas prospéré, contrairement à ce que ses coreligionnaires attendaient.
Dans les années 1990 et 2000, de nouvelles associations ont vu le jour, parmi lesquelles le Centre d'études historiques et politiques (CEHP), situé à Santos, le Centre intégraliste de Rio de Janeiro (NIRJ) et le Niterói Nativist Youth (JNN). qui ont aidé le travail d'organisations restantes des années 1980, telles que la Casa de Plínio Salgado et le Centre Culturel Plínio Salgado, ce dernier étant ensuite dirigé par l'ancien militant de l'Action intégraliste brésilienne Arcy Lopes Estrella. Ces deux dernières organisations ont élargi leur champ d'action en articulant et en regroupant des organisations distinctes ayant en commun la doctrine intégraliste.